# ماشک ارغوانی
ماشک ارغوانی (نام علمی: Vicia benghalensis) نام یک گونه از سرده ماشک است.